# شهرستان گامبوما
شهرستان گامبوما (به لاتین: Gamboma District) یک منطقهٔ مسکونی در جمهوری کنگو است که در ناحیه پلاتیوکس (جمهوری کنگو) واقع شده‌است.